# Älvestads socken
Älvestads socken i Östergötland ingick i Bobergs härad, ingår sedan 1971 i Motala kommun och motsvarar från 2016 Älvestads distrikt.
Socknens areal är 20,36 kvadratkilometer, varav 20,12 land. År 2000 fanns här 306 invånare. Kyrkbyn Älvestad med sockenkyrkan Älvestads kyrka ligger i denna socken.

## Administrativ historik
Älvestads socken har medeltida ursprung.
Vid kommunreformen 1862 övergick socknens ansvar för de kyrkliga frågorna till Älvestads församling och för de borgerliga frågorna till Älvestads landskommun. Landskommunen inkorporerades 1952 i Bobergs landskommun, uppgick 1971 i Motala kommun. Församlingen uppgick 2008 i Fornåsa församling.
1 januari 2016 inrättades distriktet Älvestad, med samma omfattning som församlingen hade 1999/2000.  
Socknen har tillhört samma fögderier och domsagor som Bobergs härad.  De indelta soldaterna tillhörde  Första livgrenadjärregementet, Vreta Klosters kompani och Andra livgrenadjärregementet, Bergslags kompani.

## Geografi
Älvestads socken ligger norr om Svartån. Socknen är en uppodlad slättbygd med skog och hagmark i norr.

## Fornlämningar

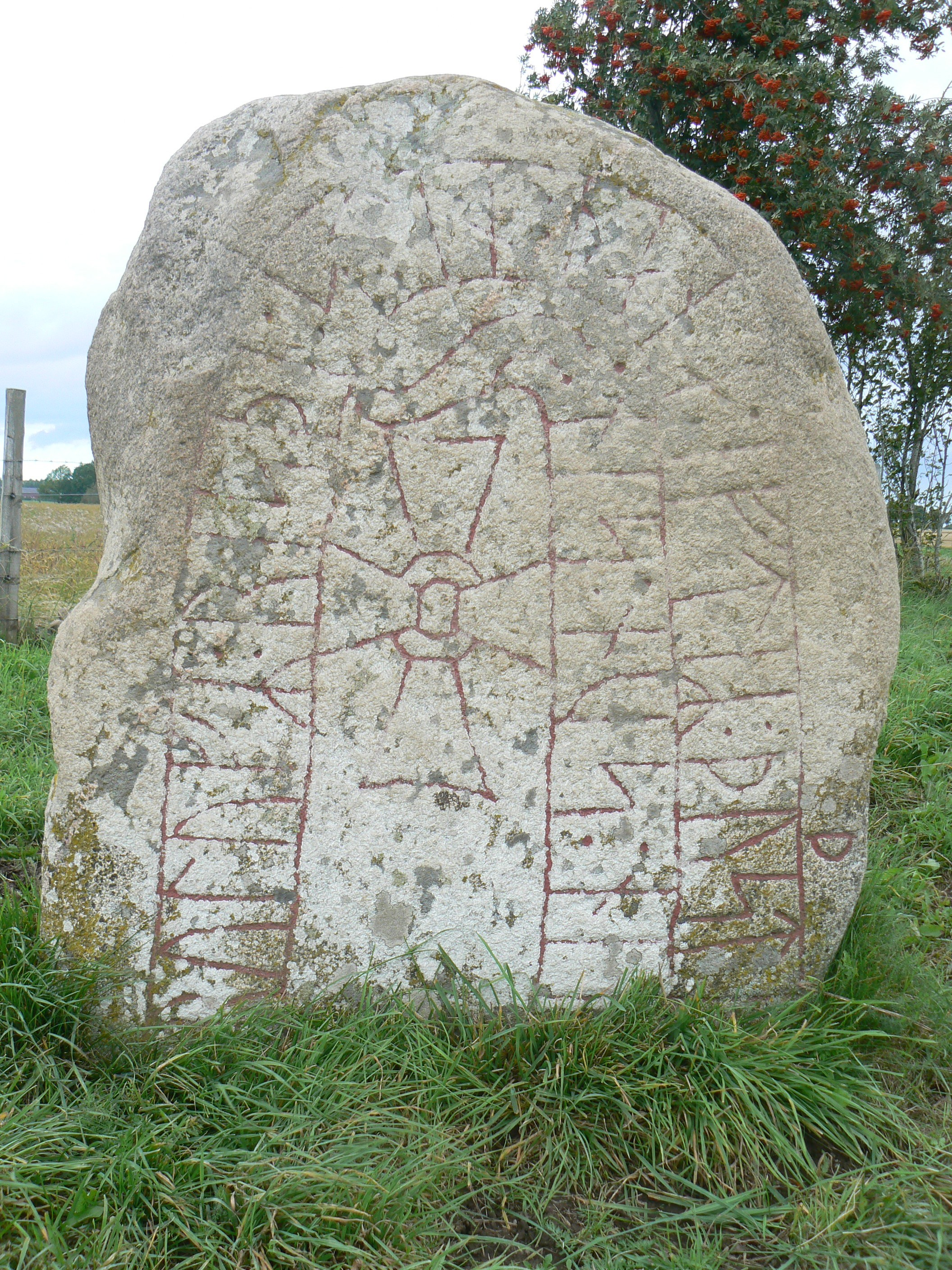
Östergötlands runinskrifter 42 vid Örevad.

Kända från socknen är fem gravfält från järnåldern. Två runristningar är kända.

## Namnet
Namnet (1323, Älluistadhum) kommer från kyrkbyn. Förleden antas innehålla mansnamnet Älve. Efterleden är sta(d), 'ställe'.
Före 1902 skrev socken även Elfvestads socken.

### Fotnoter
1. 1 2  Svensk Uppslagsbok andra upplagan 1947–1955: Älvestad socken
2. 1 2  Harlén, Hans; Harlén Eivy (2003). Sverige från A till Ö: geografisk-historisk uppslagsbok. Stockholm: Kommentus. Libris 9337075. ISBN 91-7345-139-8
3. ↑  ”Församlingar”. Statistiska centralbyrån. https://www.scb.se/hitta-statistik/regional-statistik-och-kartor/regionala-indelningar/forsamlingar/. Läst 30 december 2022.
4. ↑  Administrativ historik för Älvestad socken (Klicka på församlingsposten). Källa: Nationella arkivdatabasen, Riksarkivet.
5. 1 2  Sjögren, Otto (1931). Sverige geografisk beskrivning del 2 Östergötlands, Jönköpings, Kronobergs, Kalmar och Gotlands län. Stockholm: Wahlström & Widstrand. Libris 9939
6. 1 2  Nationalencyklopedin
7. ↑  Fornlämningar, Statens historiska museum: Älvestads socken
8. ↑  Fornminnesregistret, Riksantikvarieämbetet: Älvestads socken Fornminnen i socknen erhålls på kartan genom att skriva in sockennamn (utan "socken") i "Ange geografiskt område"
9. ↑  Mats Wahlberg, red (2003). Svenskt ortnamnslexikon. Uppsala: Institutet för språk och folkminnen. Libris 8998039. ISBN 91-7229-020-X. https://isof.diva-portal.org/smash/get/diva2:1175717/FULLTEXT02.pdf